# Fallbachtobelweg

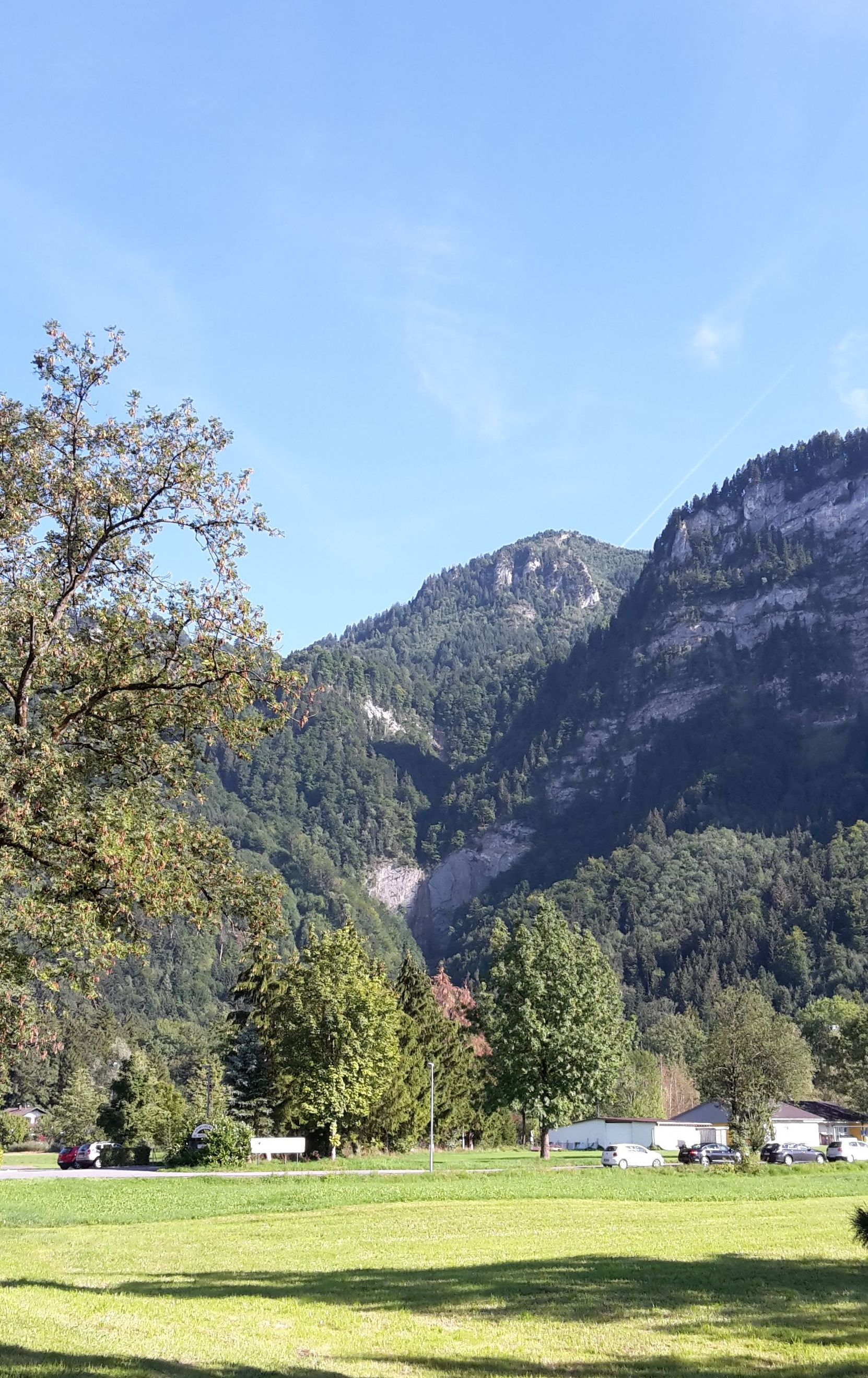
Fallbach und ein Teil des Feientobel in Dornbirn von „In Steinen“ aus gesehen (Bremenmahd) mit wenig Wasser. Rechts ein Teil des Breitenberg und in der Mitte dahinter, der Staufen

Der Fallbachtobelweg ist ein parallel zum Fallbach führender Pfad. Er mündet oberhalb des Fallbachtobelwasserfalls in einen Wanderweg zum Kühberg (ca. bei 670 m ü. A. Übergang in den Leiterweg) und im obersten Teil des Fallbachtobelweges kann auch in das Feijatobel abgezweigt werden.
Der Weg wird heute meist nur noch als Wanderweg von Einheimischen genutzt und ist in Wanderkarten der Region selten eingezeichnet. Das Gelände um den Breitenberg ist seit Jahrhunderten als geologisch unruhig bekannt. Der Weg ist wenig frequentiert und schlecht erkennbar, Felsstürze und umgefallene Bäume verlegen den Weg immer wieder.
Von Dornbirn Ortsteil Wallenmahd, ist der in nordwestliche Richtung zeigende, weithin sichtbare, imposante, etwa 45 Meter hohe Wasserfall (bei GwKm 3,225 des Fallbach), an dem der Fallbachweg vorbeiführt, markant. Bei längeren Trockenperioden dünnt der Wasserfall stark aus. Der Wasserfall wird überwiegend vom insgesamt 5,47 km langen Fallbach gespeist.
Der Fallbachtobelweg liegt zur Gänze auf Dornbirner Gemeindegebiet.

## Begehung
Im oberen Teil des Fallbachtobelwegs sind teilweise Seile und Halteeisen angebracht. Die Gehrichtung ist aus Sicherheitsgründen (Rutschgefahr) von unten (Haslach, 443 m ü. A.) nach oben (höchster Punkt Kühberg, 950 m ü. A.). Der Fallbachtobelweg ist kein offizieller Wanderweg und der obere Teil des Weges ab dem Wasserfall sollte auch bei leichtem Regenwetter und Schneelage nicht begangen werden. Es sind sehr gutes Schuhwerk und Trittsicherheit sowie Schwindelfreiheit erforderlich. Kurze Strecken sind zu kraxeln. Für Kinder ist der Weg grundsätzlich nicht geeignet.

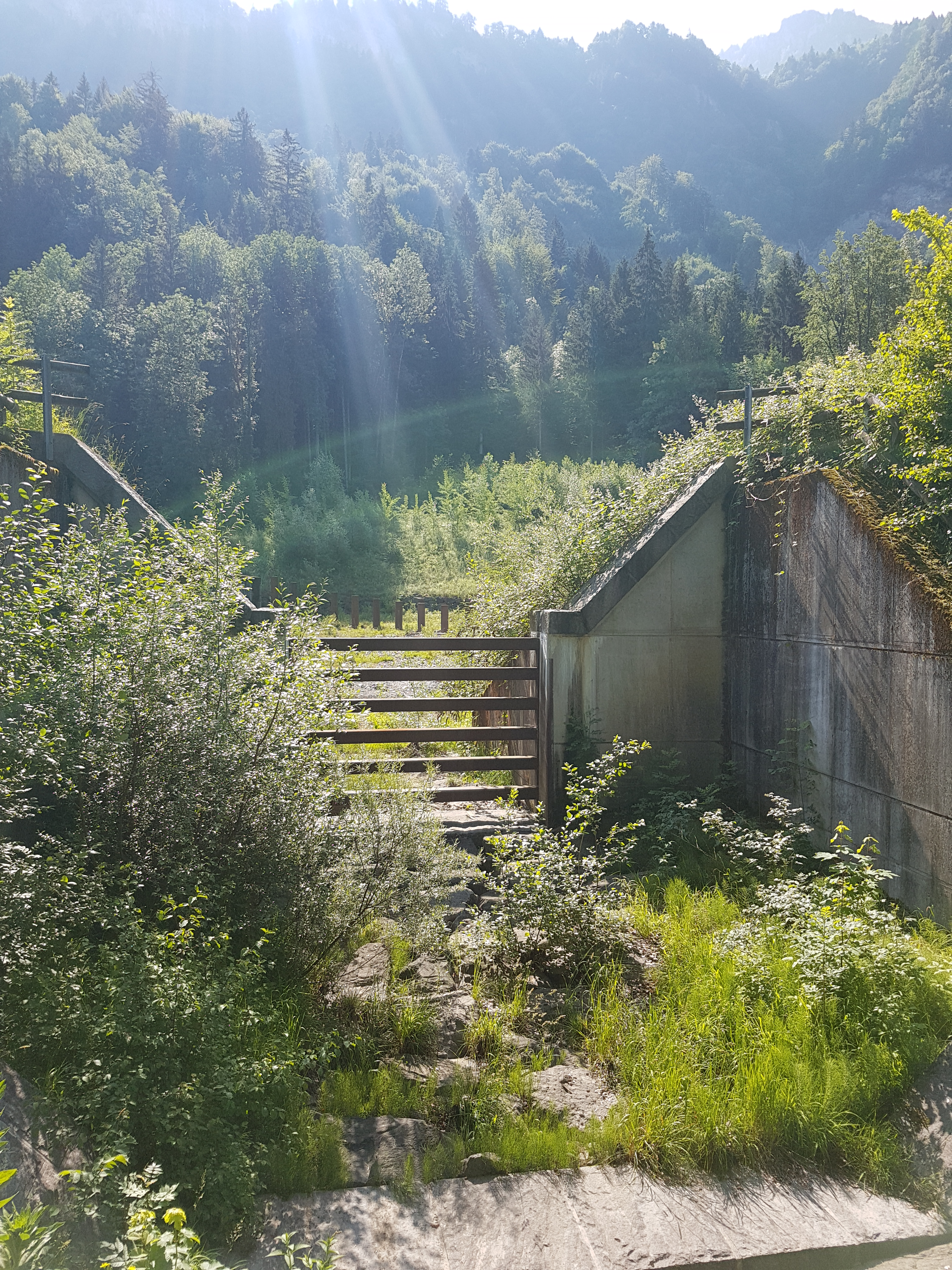
Retentionsbecken am Beginn des Fallbachtobelsweges bei Haslach

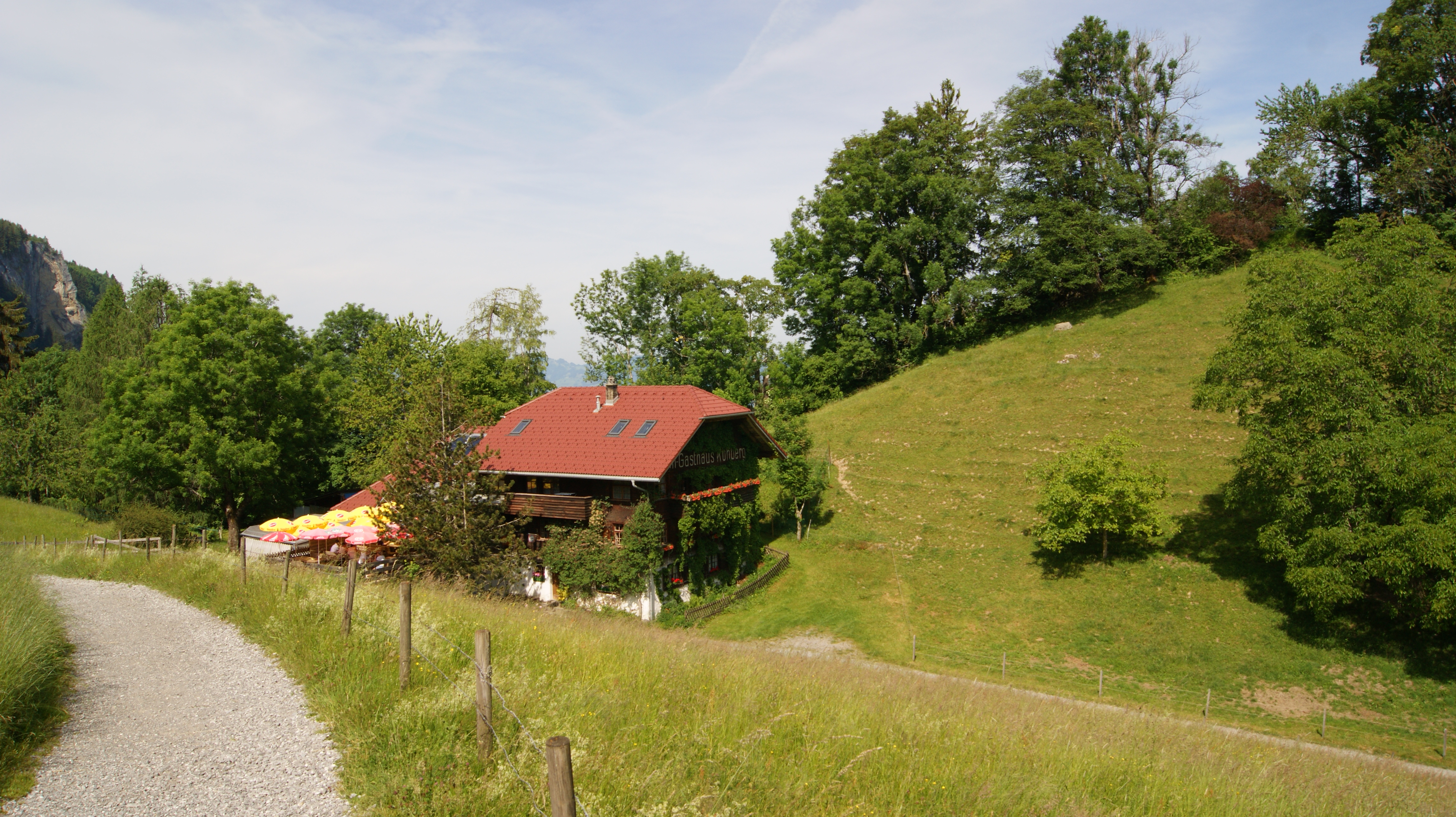
Zielpunkt ist das Gasthaus Kühberg

Der Weg führt vom Gasthaus Haslach Richtung Süd-Westen auf der asphaltierten Straße über die Brücke über den Fallbach. Nach dieser Brücke links schwenkend führt der Weg in südöstlicher Richtung als ein, zu einer Straße ausgebauten, Forstweg entlang des Fallbachs (linker Hand ein großes Retentionsbecken) aufwärts in Richtung des gut sichtbaren großen Wasserfalls. Nach etwa 250 Meter verzweigt sich der Forstweg und der Fallbachtobelweg führt linker Hand weiter (rechter Hand der Steckenweg). Es geht noch recht gleichmäßig weiter aufwärts nun in südöstlicher Richtung und der Weg behält diese Richtung in weiterer Folge weitgehend bei. Unter Umständen muss nach dem Verlassen des Forstweges mehrfach die Uferseite des Fallbachs gewechselt werden (Windwürfe). Der Pfad wird in seinem Verlauf immer schlechter erkennbar. Kurz vor dem Wasserfall führt ein schmaler Trampelpfad am linken Ufer bergwärts steil den Hang hinauf, bei dem auch über etwa 30 bis 40 Höhenmeter etwas gekraxelt werden muss. Teilweise sind rote Punkte bzw. Pfeile an Felsen bzw. Bäumen als Markierung zu sehen. Es besteht in diesem Bereich Absturzgefahr. Es sind nur teilweise Seile und Halteeisen installiert und auf deren Haltbarkeit kann nicht vertraut werden. In Höhe der oberen Kante des Wasserfalls (ca. 670 m ü. A.) wird der Weg wieder etwas breiter und ist besser instand gehalten und es stehen hier verschiedene Alternative zum weiteren Anstieg (Feijatobel, Karren (Berg)/Karrenseilbahn, Kühberg, Staufenalpe etc.) oder Abstieg (z. B. ins Mühlebach) zur Verfügung.
Fast der gesamt Weg führt durch Wald.
Der nächstgelegene Wander-Stützpunkt ist das Gasthaus Haslach in Haslach bzw. das Gasthaus Kühberg auf der Kühbergalpe (Dornbirn) bzw. die Staufenalpe (Hohenems). Die Wanderung von Haslach bis zum Wanderweg zum Kühberg / Feijatobeleinstieg dauert etwa eine Stunde.

## Wasserleitung
Vom Fallbach sollen seit der frühen Neuzeit drei Wasserleitungen abgezweigt haben. Die erste Hatler Wasserleitung vom Fallbach ins Dorf soll um 1616 erstellt worden sein. Eine weitere Leitung ging zum Bad Haslach und eine „große“ Leitung zu einem Betrieb im Wallenmahd, der 1824 gegründet wurde. Wie weit der Fallbachtobelweg im unteren Bereich bis zum Wasserfall für die Fassung und Erhaltung dieser Wasserleitungen diente, wurde noch nicht näher untersucht. Für die Erhaltung der Rückhaltebecken am Fallbach, ist der Fallbachtobelweg noch heute erforderlich. Unmittelbar beim Beginn des Weges im Haslach, befindet sich ein Stützpunkt der Wildbach- und Lawinenverbauung.

## Abgrenzung
Der Fallbachweg ist eine Gemeindestraße westlich des Haslach. Von der Badgasse abzweigend umschließt der Fallbachweg ein kleineres Wohngebiet. Namensgebend ist auch hier der Fallbach.